# Cyrnaonyx
Cyrnaonyx es un género extinto de mamífero carnívoro perteneciente a la subfamilia Lutrinae (nutrias) que vivió durante el Pleistoceno en Europa. Fue descrito originalmente por Helbing basándose en materiales fósiles de Francia, a los que él agregó algunos restos procedentes de Córcega.  Estos últimos parecen pertenecer a un género y especie distintos, Algarolutra majori. La única especie válida en Cyrnaonyx por tanto es C. antiqua. Sus restos proceden del Pleistoceno (Holsteiniano al Eemiano/Weichseliano) de Francia, Alemania, Países Bajos, el sur de Inglaterra y probablemente Italia.
La dentición es más robusta que la de las nutrias actuales del género Lutra y su dieta probablemente incluía más crustáceos que peces, tal como en el actual Aonyx. Su cráneo sin embargo, no estaba arqueado como en este último lo que sugiere que debió pasar más tiempo nadando.